# Joanna Bojczuk
Joanna Izabela Bojczuk (ur. 7 grudnia 1993 w Bielsku-Białej) – polska urzędniczka samorządowa, od 2024 członek zarządu województwa śląskiego.

## Życiorys
Córka Tomasza i Magdaleny. W 2017 została absolwentką Wydziału Prawa i Administracji Uniwersytetu Śląskiego. Kształciła się podyplomowo na studiach typu MBA w Wyższej Szkole Biznesu – National Louis University w Nowym Sączu. Przez 9 lat związana z Urzędem Miejskim w Bielsku-Białej, gdzie doszła do stanowiska naczelnika Wydziału Gospodarki Odpadami. Angażowała się także w inicjatywy ekologiczne. 6 maja 2024 powołana na stanowisko członka zarządu śląskiego z rekomendacji Platformy Obywatelskiej z odpowiedzialnością za kwestie środowiska, turystyki i kultury.